# Pfarrkirche Andrichsfurt

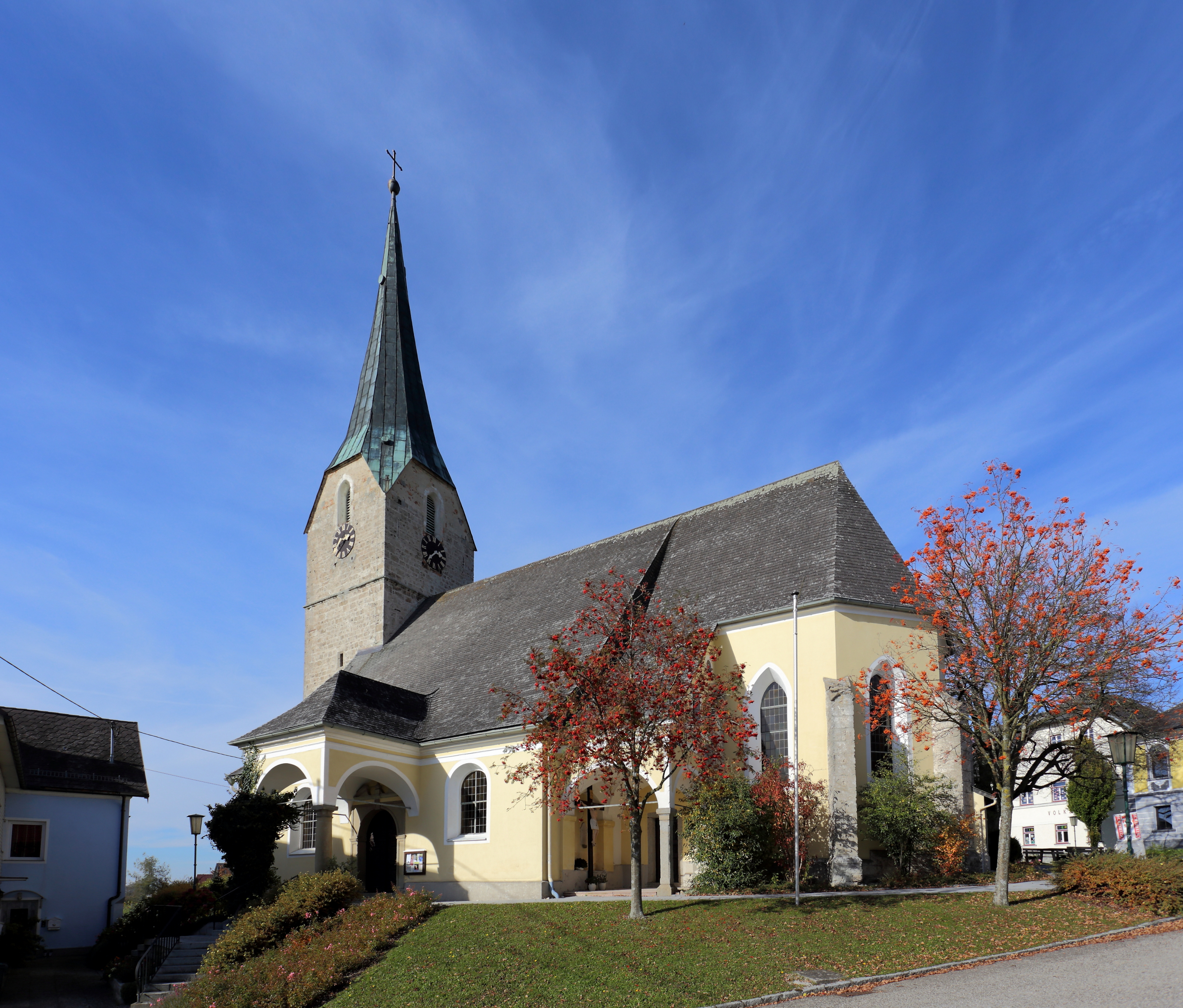
Pfarrkirche hl. Dreifaltigkeit in Andrichsfurt

Die Pfarrkirche Andrichsfurt steht in der Gemeinde Andrichsfurt in Oberösterreich. Die römisch-katholische Pfarrkirche hl. Dreifaltigkeit gehört zum Dekanat Ried im Innkreis in der Diözese Linz. Die Kirche steht unter Denkmalschutz.

## Geschichte
Die Kirche wurde 1219 urkundlich genannt.

## Architektur
Die gotische netzrippengewölbte Kirche um 1479 hat ein dreijochiges Langhaus und einen zweijochigen Chor mit einem Fünfachtelschluss. Mit Christoph Zuccalli wurde um 1651 (?) die Kirche um ein Südschiff erweitert und mit einem nördlichen und südlichen Portal verändert und mit Portalvorbauten jeweils auf zwei toskanischen Säulen ergänzt. Der mächtige spätgotische Westturm mit einem Läuthaus unter einem Kreuzrippengewölbe hat ein achtseitiges Pyramidendach, welches auf die vier Turmecken herabgezogen wurde.

## Ausstattung
Den spätbarocken Hochaltar schuf der Bildhauer Peter Waibel aus Schärding nach einem Entwurf des Bildhauers Joseph Matthias Götz aus Passau. Die Seitenaltäre aus 1771 tragen Werke des Bildhauers Matthias Kager aus Schärding. Altarbilder im Pfarrhof schuf Josef Mathias Ott (1770). Die Kanzel um 1770 trägt eine Figur von Matthias Kager. Der Taufstein trägt eine Figurengruppe aus der 1. Hälfte des 18. Jahrhunderts. Die Kreuzwegbilder entstanden um 1770. Die Sakristeitür zeigt gotische Beschläge. Im Chor ist ein Kruzifix mit der Schmerzhaften Muttergottes um 1715/1720 wohl vom Bildhauer Johann Franz Schwanthaler. Auch die Verkündigungsgruppe im Oratorium ist in seiner Art gestaltet. In den Langhausnischen stehen Statuen der vier Kirchenväter um 1660.